# Nyctiophylax orientalis
Nyctiophylax orientalis is een schietmot uit de familie Polycentropodidae. De soort komt voor in het Afrotropisch gebied.